# Hidrología agrícola
La hidrología agrícola es el estudio de los componentes del balance hídrico en los suelos y en el manejo de agua especialmente en el riego y el drenaje subterráneo.

Ilustración de algunos componentes del balance de agua en el suelo

## Componentes del balance de agua

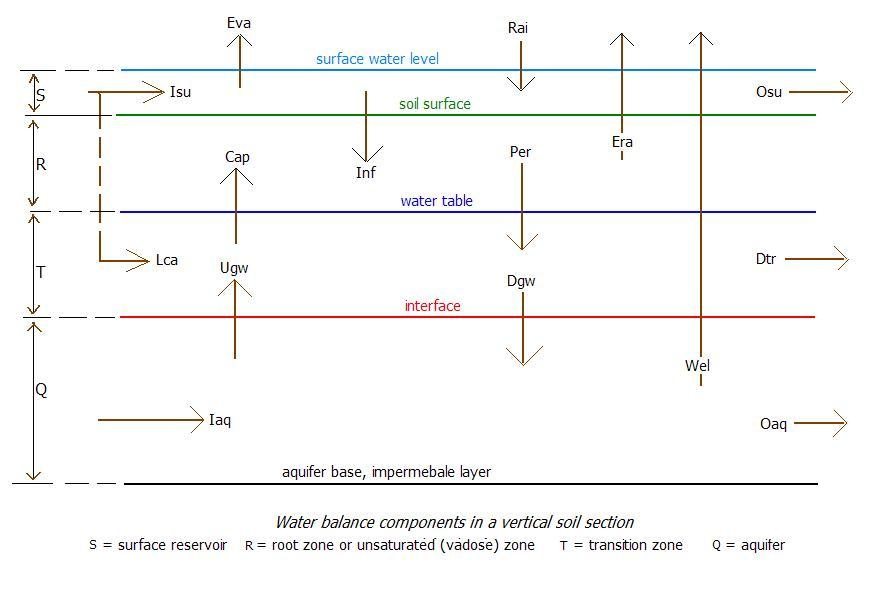
Componentes del balance hídrico en el suelo

Los componentes del balance de agua se dejan agrupar conforme a las zonas en una sección vertical en el suelo constituyendo reservorios con flujo de entrada y de salida y almacenaje del agua:
| Símbolo | Nombre                                | Descripción                                                        |
| ------- | ------------------------------------- | ------------------------------------------------------------------ |
| S       | Reservorio superficial                |                                                                    |
| R       | Zona de las raíces (Zona no saturada) | Con flujo mayormente vertical                                      |
| Q       | Acuífero                              | Con flujo mayormente horizontal                                    |
| T       | Zona de transición                    | En la cual se convierte el flujo horizontal y vertical uno al otro |

| flujo entrante = flujo saliendo + cambio de almacenamiento          |
| ------------------------------------------------------------------- |
| Se aplica a cada uno de los reservorios o una combinación de ellos. |

En los balances siguientes se asuma que la tabla de agua se encuentra en la zona de transición. Cuando no, se deben hace ajustes.

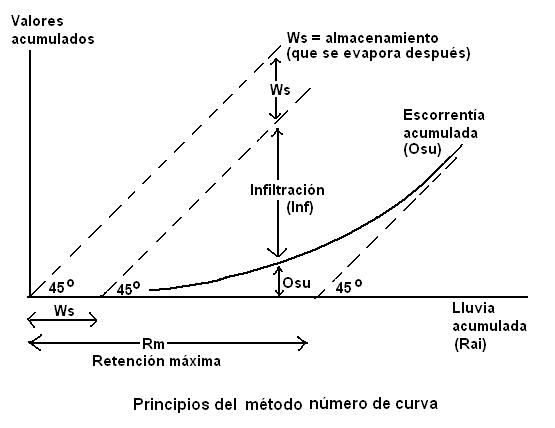
La escorrentía superficial en el método del Número de Curva

### Balance superficial
| Rai + Isu = Eva + Inf + Osu + Ws | Rai + Isu = Eva + Inf + Osu + Ws | Rai + Isu = Eva + Inf + Osu + Ws                                                                                 |
| Reservorio superficial           | Símbolo                          | Descripción |
| -------------------------------- | -------------------------------- | --- |
| Entrada                          | Rai                              | Agua entrando verticalmente como la precipitación (la lluvia incluyendo la nieve), y la irrigación por aspersión |
| Entrada                          | Isu                              | Agua entrando horizontalmente, que puede ser por inundación o irrigación superficial.                            |
| Salida                           | Eva                              | Evaporación actual de agua abierta                                                                               |
| Salida                           | Inf                              | Infiltración del agua a través de la superficie del suelo hacia la zona de los raíces                            |
| Salida                           | Osu                              | Escurrimiento superficial natural o drenaje superficial artificial                                               |
|                                  | Ws                               | Cambio de almacenamiento en la superficie del suelo                                                              |

| Ejemplo de un balance superficial |
| Se da un ejemplo de la escorrentía a superficial con el método del Número de Curva. La ecuación que se emplea es: - Osu = (Rai –Ws)2 / (Pp – Ws + Rm). donde Rm es la retención máxima del área en la cual se aplica el método. Normalmente se tiene que Ws = 0.2 Rm y el valor de Rm depende de las características del suelo. El método del Número de Curva provee cuadros para determinar esta relación. El método rinde volúmenes acumulados de escorrentía. Para obtener la intensidad o velocidad de la escorrentía (es decir volumen por unidad de tiempo) hay que dividir la duración acumulada en varias elementos del tiempo (por ejemplo horas). |

### Balance de la zona de raíces
| Inf + Cap = Era + Per + Wr | Inf + Cap = Era + Per + Wr | Inf + Cap = Era + Per + Wr                                                                  |
| Zona de raíces             | Símbolo                    | Descripción                                                                                 |
| -------------------------- | -------------------------- | ------------------------------------------------------------------------------------------- |
| Entrada                    | Inf                        | Infiltración del agua a través de la superficie del suelo hacia la zona de los raíces       |
| Entrada                    | Cap                        | Ascenso capilar de la zona de transición hacia la zona de raíces                            |
| Salida                     | Era                        | Evapotranspiración actual desde la zona de los raíces, sea directamente o por la vegetación |
| Salida                     | Per                        | Percolación de la zona radicular hacia la zona de transición                                |
|                            | Wr                         | Cambio de almacenamiento en la zona radicular                                               |

### Balance en la zona de transición
| Per + Lca + Ugw = Cap + Dtr + Dgw + Wt | Per + Lca + Ugw = Cap + Dtr + Dgw + Wt | Per + Lca + Ugw = Cap + Dtr + Dgw + Wt                                                                      |
| Zona de transición                     | Símbolo                                | Descripción                                                                                                 |
| -------------------------------------- | -------------------------------------- | --- |
| Entrada                                | Per                                    | Percolación de la zona radicular hacia la zona de transición                                                |
| Entrada                                | Lca                                    | Infiltración de aguas del río, de canales u otros conductores de agua                                       |
| Entrada                                | Ugw                                    | Flujo vertical ascendente desde el acuífero hacia la zona de transición                                     |
| Salida                                 | Cap                                    | Ascenso capilar de la zona de transición hacia la zona de raíces                                            |
| Salida                                 | Dtr                                    | Drenaje subterráneo artificial horizontal                                                                   |
| Salida                                 | Dgw                                    | Drenaje natural vertical descendente desde la zona de transición hacia el acuífero                          |
|                                        | Wt                                     | Cambio de almacenamiento en la zona de transición que se nota como un cambio del nivel de la tabla de agua. |

### Balance de agua del acuífero
| Dgw + Iaq = Ugw + Wel + Oaq + Wq | Dgw + Iaq = Ugw + Wel + Oaq + Wq | Dgw + Iaq = Ugw + Wel + Oaq + Wq                                                                         |
| Acuífero                         | Símbolo                          | Descripción                                                                                              |
| -------------------------------- | -------------------------------- | --- |
| Entrada                          | Dgw                              | Drenaje natural vertical descendente desde la zona de transición hacia el acuífero                       |
| Entrada                          | Iaq                              | Flujo de agua subterránea horizontal entrando en el acuífero                                             |
| Salida                           | Ugw                              | Flujo vertical ascendente desde el acuífero hacia la zona de transición                                  |
| Salida                           | Wel                              | Drenaje subterráneo artificial vertical por pozos colocados en el acuífero                               |
| Salida                           | Oaq                              | Flujo de agua subterránea horizontal saliendo del acuífero                                               |
|                                  | Wq                               | Cambio de almacenamiento en el acuífero que se nota como un cambio de la presión hidráulica del acuífero |

## Balances específicos

### Balances combinados
Balance de agua de dos zonas adyacentes se dejan combinar. En el balance combinado los componentes de entrada y salida de la una zona la otra disaparecen. 

En balances de tiempo largo (un mes, una estación, un año), a menudo los componentes de almacenamiento son pequeños y despreciables. Eliminando se obtiene el estado estacionario o el balance en equilibrio.
| Rai + Isu + Cap = Eva + Era + Osu + Per                                                                              |
| --- |
| Combinación del reservorio superficial (S) y la zona radicular (R), donde el factor de conexión Inf ha desaparecido. |

| Inf + Lca + Ugw = Era + Dtr + Dgw                                                                                              |
| --- |
| Combinación del reservorio radicular (R) y la zona de transición (T), donde los factores de enlace Per y Cap han desaparecido. |

| Per + Lca + Iaq = Cap + Dtr + Wel + Oaq                                                                                    |
| --- |
| Combinación la zona de transición (T) y la zona del acuífero (Q), donde los factores de enlace Ugw y Dgw han desaparecido. |

| Rai + Isu + Lca + Ugw = Eva + Era + Osu + Dtr + Dgw                                                                                   |
| --- |
| Combinando los tres balances superiores (de las zonas S, R y T), donde los componentes de connección Inf, Per y Cap han desaparecido. |

| Rai + Isu + Lca + Iaq = Eva + Era + Osu + Dtr + Wel + Oaq                                                                           |
| --- |
| Combinación de todos los reservorios en estado estacionario, donde los factores de enlace Inf, Per, Cap, Ugw and Dgw se eliminaron. |

| Ejemplo de un balance total |      |      |      |      |      |

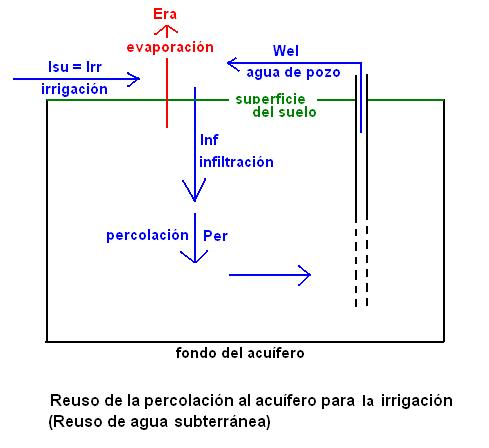
Diagrama de la reutilización de agua subterránea para el riego utilizando pozos bomdeados.

| Se da un ejemplo del reutilización de agua subterránea para el riego utilizando pozos bomdeados. El riego total y la infiltración es: - Inf = Irr + Wel, donde Irr = el riego superfial del sistema de canales, y Wel = el riego por pozos La eficiencia del riego a nivel de campo (Ff < 1) es: - Ff = Era / Inf, donde Era = la evapotranspiración del cultivo (uso consunptivo). El valor de Era es menor de Inf, hay un exceso de riego que se percola hacia el subsuelo (Per): - Per = Irr + Wel – Era, o sea: - Per = (1 - Ff) (Irr + Wel). La percolación Per se bombea de nuevo por los pozos para regar (Wel), entonces: - Wel = Per, o sea: - Wel = (1 - Ff) (Irr + Wel), y por esto: - Wel / Irr = (1 - Ff) / Ff Con la previa ecuación se puede preparar el siguiente cuadro: \| Ff \| 0.20 \| 0.25 \| 0.33 \| 0.50 \| 0.75 \| \| Well / Irr \| 4 \| 3 \| 2 \| 1 \| 0.33 \| Se ve que con bajas eficiencias de riego la cantidad de agua bombeada de los pozos (Wel) es varias veces más grande que el agua de riego traído por el sistema de los canales (Irr). Esto se debe al hecho que una gota de agua tiene que ser recirculado en premedio varias veces antes de ser consumido por las plantas. |      |      |      |      |      |
| Ff | 0.20 | 0.25 | 0.33 | 0.50 | 0.75 |
| Well / Irr | 4    | 3    | 2    | 1    | 0.33 |

### Tabla de agua afuera de la zona de transición
Cuando la napa freática se encuentra por encima de la superficie del suelo, los balances conteniendo los factores Inf, Per, Cap no son aplicables porque estos factores no existen.

Cuando el freático se ubica dentro de la zona de los raíces, los balances usando los componentes de enlace Per y Cap no son apropiados porque ellos no son presentes. 

Cuando la capa freática está por debajo de la zona de transición, solo el balance hídrico del acuífero es aplicable.

### Número de zonas disminuido
En las condiciones naturales del terreno puede ser que no haya ninguno acuífero, zona de transición o zona radicular. Los balances de agua se pueden adaptar a estas condiciones.

### Valores netos y de exceso
Los componentes verticales a lo largo de los límites entre dos zonas con flechas en la misma dirección (es decir ambos ascendentes o ambos descendentes) se dejan combinar en valores netos. 

Por ejemplo: Npc = Per − Cap (percolación neta), Ncp = Cap − Per (ascenso capilar neto).
Flujos horizontales en el mismo sentido se pueden unir como valores de exceso. 

Por ejemplo: Egio = Iaq − Oaq (exceso de flujo subterráneo entrando sobre flujo subterráneo saliendo), Egoi = Oaq − Iaq (exceso de flujo subterráneo saliendo sobre flujo subterráneo entrando).

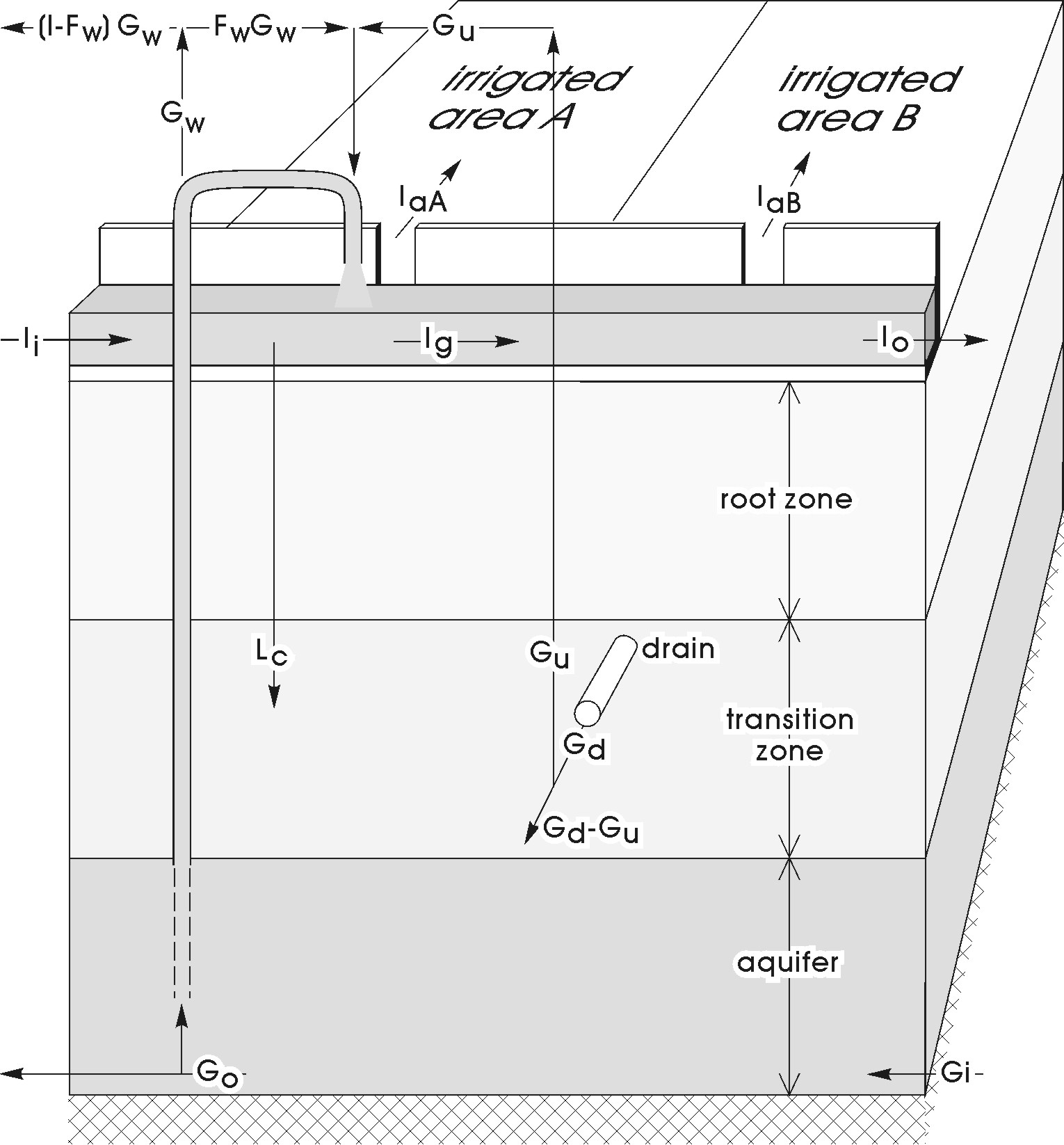
Componentes del balance de agua en el modelo Saltmod

### Balances de sales
Artículo principal: suelo salino
Balances agrícolas de agua se usan también para balances de sales en el suelo y en el control de la salinidad del suelo en áreas regadas. 

Además los balances de agua y sales se emplean en modelos agro-hidro-salino-drenaje como SaltMod, que requiere conocimiento de los flujos horizontales en el acuífero, y SahysMod, que incluye un modelo poligonal de flujo en el acuífero.

## Requisitos de riego y drenaje
El requisito de riego (Irr) se calcula del balance hídrico del suelo superior, el balance hídrico agronómico y/o del balance de agua total dependiente de la disponibilidad de datos de los factores que intervienen. 

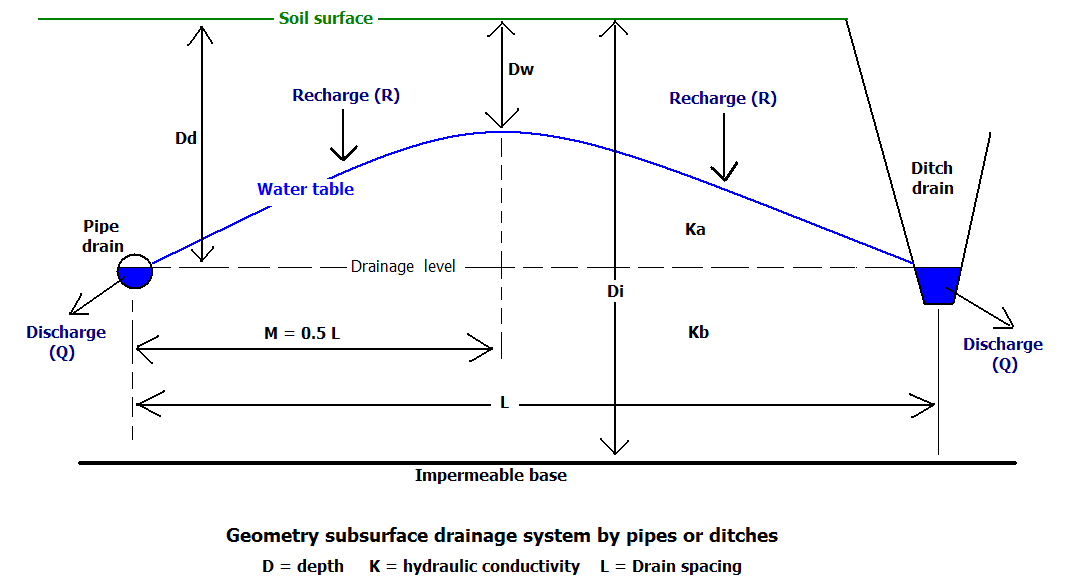
La descarga de drenaje determina el espaciamiento entre los drenes

Considerando el riego superficial, asumiendo que la evaporación del agua superficial es despreciable (Eva = 0), igualando la evapotranspiración real (Era) a la evapotranspiración potencial (Epo), de modo que Era = Epo, y tomando el flujo superficial entrando (Isu) como riego (Irr), de manera que Isu = Irr, los balance resultan respectivamente en:
- Irr = Epo + Osu + Per − Rai − Cap
- Irr = Epo + Osu + Dtr + Dgw − Rai − Lca − Ugw
- Irr = Epo + Osu + Dtr + Oaq − Rai − Lca − Iaq

Definiendo la eficiencia de riego como Ieff = Epo/Irr que representa la fracción del agua de riego consumida por el cultivo, se desprende que respectivamente:
- Ieff = 1 − (Osu + Per − Rai − Cap) / Irr
- Ieff = 1 − (Osu + Dtr + Dgw − Rai − Lca − Ugw) / Irr

- Ieff = 1 − (Osu + Dtr + Oaq − Rai − Lca − Iaq) / Irr

Así mismo la abstracción segura por pozos para el riego, es decir la abstracción que no da lugar a la sobreexplotación del acuífero, se puede determinar del balance geohidrológico o el balance de agua total en dependencia de la disponibilidad de datos.
De manera semejante, el requisito de drenaje subterráneo se fija como la descarga de drenaje (Dtr) en el balance de agua del subsuelo, el balance hídrico agronómico o del balance de agua total.
El requisito del drenaje subterráneo y el requisito del drenaje por pozos juegan un papel importante en el diseño de sistemas de drenaje subterráneos (referencias:,).
| Ejemplo de requisitos de drenaje y riego |                |                   |          |

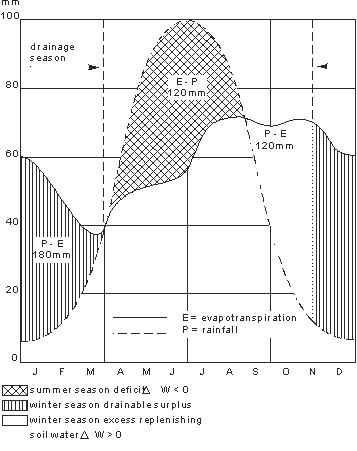
Datos climáticos promedios y el drenaje en Holanda

| Se da un ejemplo de las características climáticas de Holanda (véase la figura) y los requisitos de drenaje y riego que resultan de estos. \| Datos climáticos en la figura (mm) \| Verano Abr-Ago \| Invierno sept-mar \| Anual \| \| ---------------------------------- \| -------------- \| ----------------- \| -------- \| \| Datos climáticos en la figura (mm) \| Verano Abr-Ago \| Invierno sept-mar \| \| \| Precipitación P \| 360 \| 360 \| 720 \| \| Evaporación E \| 480 \| 60 \| 540 \| \| Almacenamiento ΔW \| –120 \| +120 \| 0 \| \| Requisito de drenaje D \| 0 \| 180 \| 180 \| \| Requisito de riego \| variable \| 0 \| variable \| La cantidad de agua por drenar durante el invierno normal es: - D = P – E – ΔW De acuerdo a la figura el período de drenaje es de noviembre a marzo (120 días) y la descarga del sistema de drenaje es D = 180 / 120 = 1,5 mm/día lo que corresponde 15 m³/día / ha. En inviernos con más precipitación de lo normal, el requisito de drenaje se aumenta en conformedad. El requisito de riego depende de la profundidad de enraicimiento de los cultivos lo que determina la capacidad de uso del agua almacenada en el suelo después del invierno. Teniendo un sistema radicular superficial, los pastos necesitan riego en una cantidad igual a la mitad del agotamiento de agua en el verano. El trigo prácticamente no necesita de regarse por tener un sistema de raíces más profundo mientras durante el período de maduración el suelo seco es favorable. Durante los veranos con más precipitación de lo normal, el requisito de riego se reduce conforme, mientras en los veranos con precipitación escasa el requisito de riego se aumenta. El análisis de frecuencias[8] de fenómenos climáticos tiene un papel importante en la determinación del diseño de los sistemas de riego y drenaje a largo plazo. |                |                   |          |
| Datos climáticos en la figura (mm) | Verano Abr-Ago | Invierno sept-mar | Anual    |
| Datos climáticos en la figura (mm) | Verano Abr-Ago | Invierno sept-mar |          |
| Precipitación P | 360            | 360               | 720      |
| Evaporación E | 480            | 60                | 540      |
| Almacenamiento ΔW | –120           | +120              | 0        |
| Requisito de drenaje D | 0              | 180               | 180      |
| Requisito de riego | variable       | 0                 | variable |